# Niemiselet
Niemiselet är en sjö i Luleå kommun i Norrbotten och ingår i Råneälvens huvudavrinningsområde. Sjön är 27,6 meter djup, har en yta på 2,23 kvadratkilometer och befinner sig 15 meter över havet. Niemiselet ligger i Råneälven Natura 2000-område. Sjön avvattnas av vattendraget Råneälven.

## Delavrinningsområde
Niemiselet ingår i det delavrinningsområde (733487-178216) som SMHI kallar för Utloppet av Niemiselet. Medelhöjden är 49 meter över havet och ytan är 16,2 kvadratkilometer. Räknas de 236 avrinningsområdena uppströms in blir den ackumulerade arean 3 931,76 kvadratkilometer. Avrinningsområdets utflöde Råneälven mynnar i havet. Avrinningsområdet består mestadels av skog (67 procent). Avrinningsområdet har 2,21 kvadratkilometer vattenytor vilket ger det en sjöprocent på 13,7 procent.